# 鳴子団地
座標: 北緯35度5分55.7秒 東経136度57分47.1秒 / 北緯35.098806度 東経136.963083度

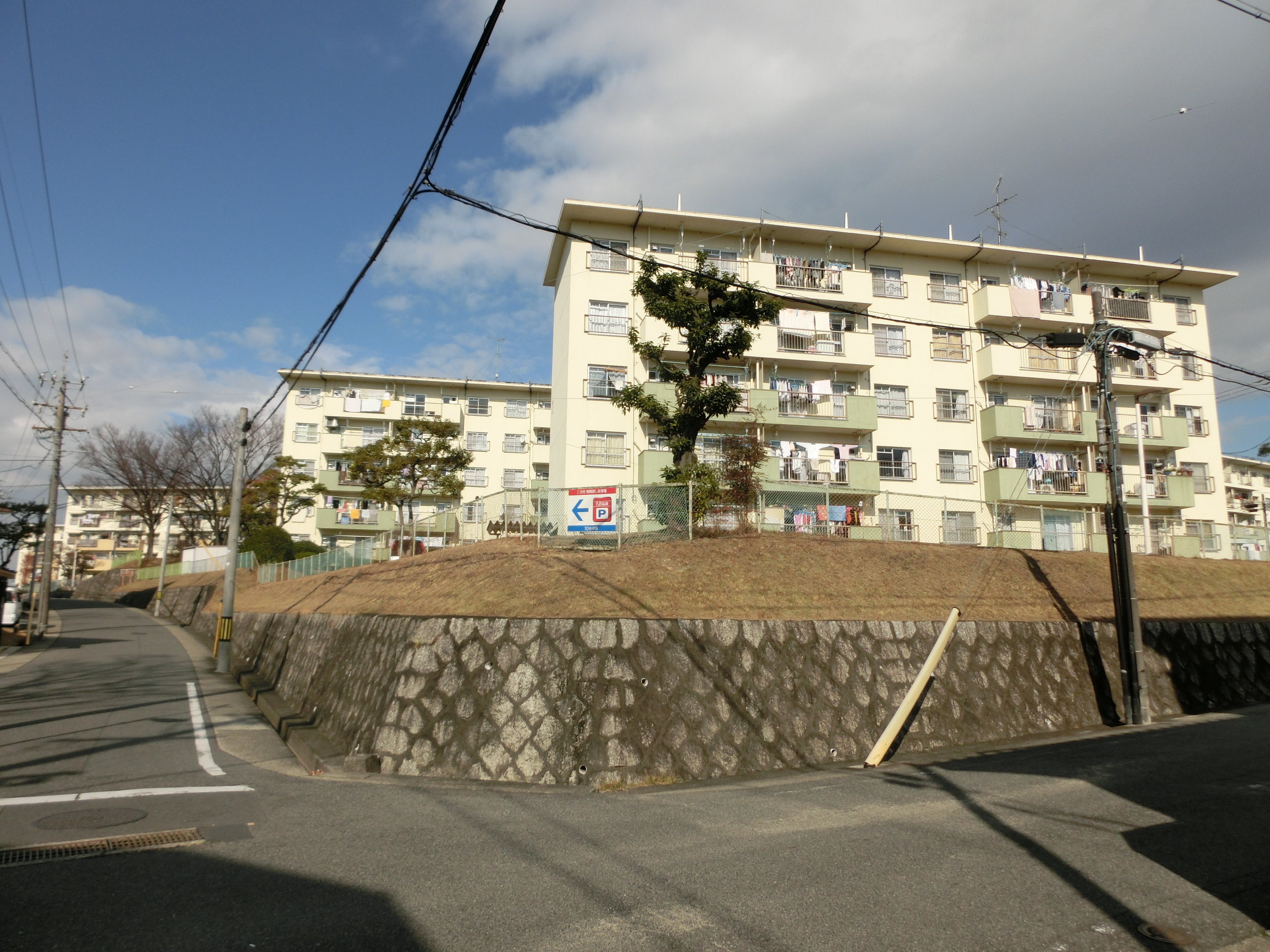
鳴子団地

鳴子団地（なるこだんち）は、愛知県名古屋市緑区に立地する日本住宅公団の造成した公団住宅である。

## 概要
1964年（昭和39年）に竣工した。当団地は、ひとつの団地の中にスターハウス、ボックス型ポイントハウスという2つのポイントハウスが混在する、珍しい住棟配置をしている。なお、スターハウスは団地東側に、ボックス型ポイントハウスは団地西側に集中している。
昭和30年代に造成された団地の中では現在でも新規入居を募集している数少ない団地。
70棟番台以前の古い建物では以前から募集が中止されており、退去により居住者が0になった棟から入り口を封鎖し、数棟のブロック単位で退去完了した地域を塀で囲い封鎖、順次取り壊して新しく建て直す再生事業の最中。建て直された一部の棟は「アーバンラフレ鳴子」という名称になっている。
一部取り壊したブロックでは、URが再生を担当せず、土地を転売して販売マンションになっている地区もある他、地区内に存在する銀行や交番などの新築移転が行われている。
地区内の商業施設の核として1962年（昭和37年）7月に名古屋ショッピ（後のパレマルシェ）鳴子店が開店した。
閉店後は商業施設の核がない時期が続いたが、2014年（平成26年）6月、鳴子町交差点南東角の住棟跡地にマックスバリュ鳴子店が開店した。

## 歴史
- 1964年（昭和39年） - 鳴子団地が竣工。
- 1967年（昭和42年）8月11日 -  赤ちゃんと主婦2人を人質にとる事件が発生[3]。犯人は射殺された。また、警察官1人も、殉職。

## 基本データ
- 竣工 - 1964年（昭和39年）
- 構成 - 75棟から構成、全1907戸。
  - このデータはどこからのものかは判らないが、一桁番台が欠番、10棟から101棟あたりまでが30年位前に建設済み。（途中欠番が数棟ある）その後200番台の棟が数棟建設されているので、100棟弱が建設されたはず。しかしその後の再生事業での建て直しでは土地に余裕をもたせ、取り壊す数より建設する数の方が少なくなっている。
- 所在地 - 愛知県名古屋市緑区鳴子町1-5

## 住棟構成
- 中層フラット棟 - 58棟（5階建て、北・南・片廊下型）
- スターハウス - 9棟（5階建て）
- ボックス型ポイントハウス - 8棟（5階建て）

※ 団地内には店舗も存在する。

## 交通手段
- 鳴子北駅（名古屋市営地下鉄桜通線）より名古屋市営バス又は徒歩。
- 南大高駅、大高駅（JR東海・東海道本線）、鳴海駅、左京山駅（名古屋鉄道・名古屋本線）より名古屋市営バス。

※ バス停は団地中心部に鳴子町、東側に鳴子住宅があり、名古屋市営バスが路線を運行している。2021年（令和3年）5月までは名鉄バスも両停留所を経由して名鉄名古屋本線 鳴海駅へアクセスする路線を運行していた。鳴子町停留所から鳴海駅へは名古屋市営バスの路線が存在する。